# 阪急5300系電車
阪急5300系電車（はんきゅう5300けいでんしゃ）は、1972年（昭和47年）に登場した阪急電鉄（以下「阪急」）の通勤形電車である。

## 概要
初の神宝線・京都線共通規格車5100系相当の機器と、3300系の大阪市交通局（大阪市営地下鉄）堺筋線乗り入れ対応の車体寸法を採用した京都線専用車両である。1972年から1984年までに105両が製造された。
京都線では従来、車両の番号を1から付与していたが（3300系3300形の場合、初番は3301）、本系列からは神宝線車両と同様に0から（5300形の場合、初番は5300）付与するようになった。

## 車体・接客設備

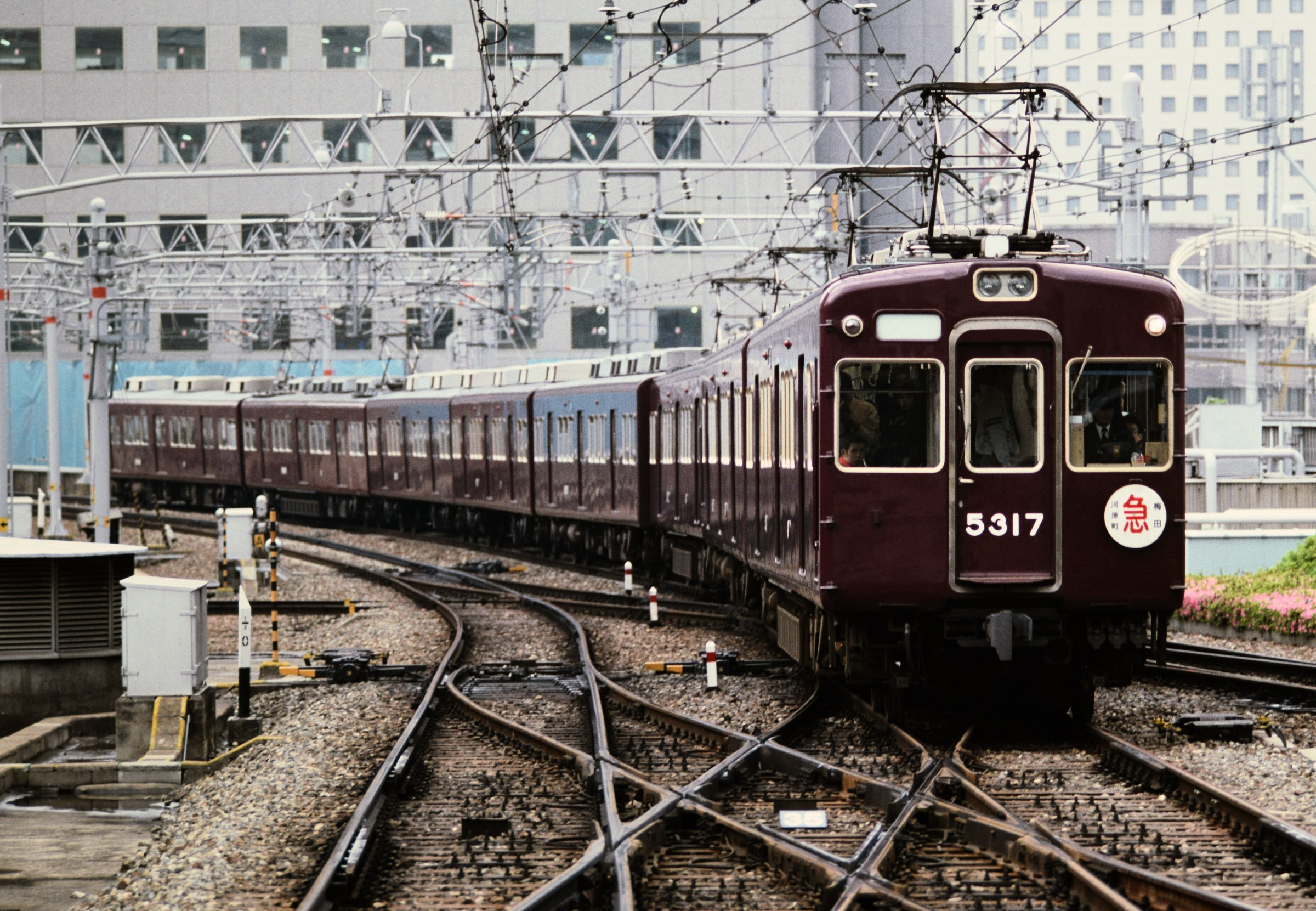
手動幕・標識板時代の5317F（1992年5月16日）

5100系と同様に当初から集約分散式冷房装置を搭載しているため、冷房風洞分だけ屋根が3300系より高く取られた。
行先表示器は3300系を踏襲し、前面には手動式小型方向幕が設置され、側面には電光式列車種別表示装置が設置された。手動式小型方向幕は原則として地下鉄堺筋線乗り入れの運用のみで使われ、阪急線内運用では方向幕は白地にして運行標識板を使用した。
冷房装置は1974年製造車までは冷凍能力8,000 kcal/h×4基/両、1975年製造の5313Fからは冷凍能力10,500 kcal×3基/両を搭載する。冷房装置の違いでの番号区分はなされていない。なお、8,000 kcal/h×4基の冷房装置を搭載する車両については、電動車・制御車・付随車のいずれも、冷房機本体は同じ位置に配置されるように設計されている。
増備途上で、種別行先看板の取付金具が神宝線タイプに変更され、それ以前の車両も改造されて神宝線タイプに統一された。
1974年に落成した5400形5408・5409号車は、運転室を車体本体と別工程で製造し、完成時にボルトで結合する「ユニット運転台」が試作された。この設計は製作の合理化と将来の車種変更への対応を行えるようにとの狙いがあったが、以降の進展はなかった。この2両は接合部分に縦線状の継ぎ目があり、他車との相違点となっていた。
パンタグラフ搭載車（5300形・5900形）の屋根上機器配置やパンタ台の形状は、冷房4基搭載車は5100系のダブルパンタ車と共通であるが、冷房3基搭載車は6000系・6300系と同一の形態（パンタ台とランボードが一体化したタイプ）に変更された。

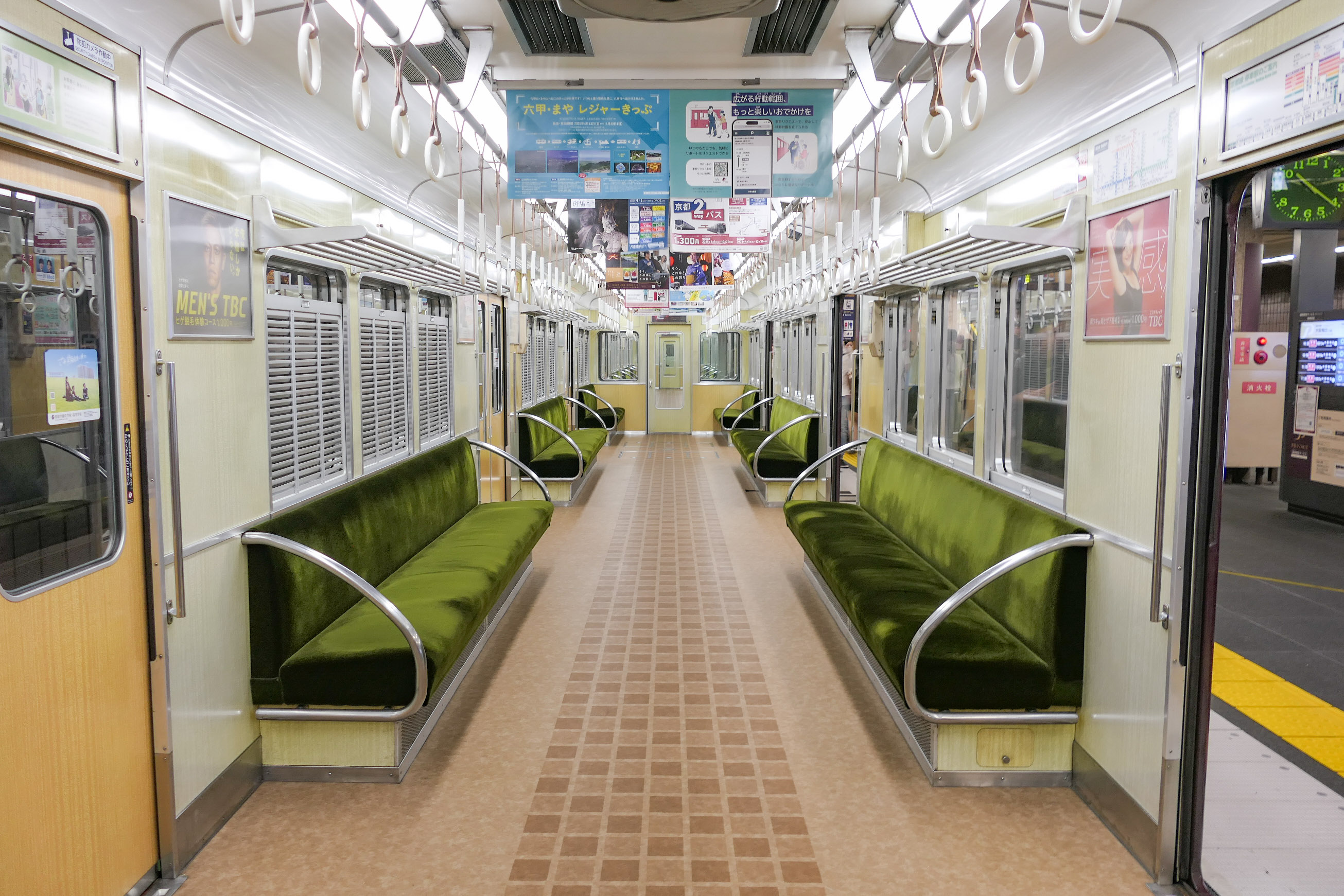
車内（5868号車）
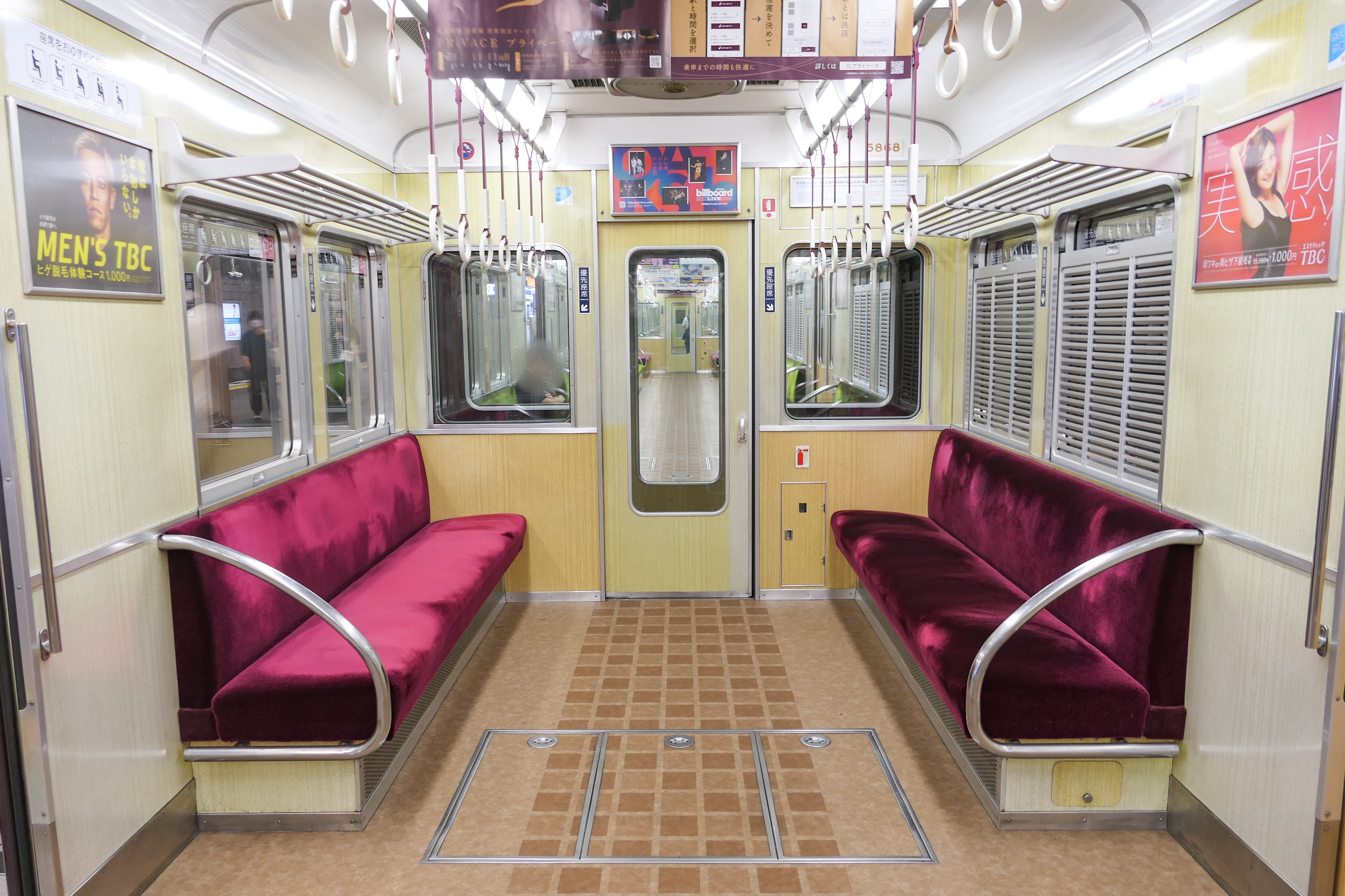
車端部の優先席

## 主要機器
主電動機の出力は5100系と同じ140 kWで、3300系よりも強力化されている。駆動装置は従来の京都線車両の中空軸に代わって中実軸となり、TD撓み板継ぎ手を採用した。駆動方式を神宝線と同じ中実軸にすることで、WN歯車継手との互換性が確保され、主電動機や歯車箱の取付部の異なる2種類の台車を用意する必要がなくなった。
ブレーキ装置は電気指令式ブレーキを阪急として初採用し、発電ブレーキ併用のHRD-1を搭載する。電気指令式ブレーキは2200系・6000系・6300系以降の系列にも波及した。ただし、運転台の構造は従来車と同様の2ハンドルであり、ブレーキ設定器の段数も異なるため、6300系以降の車両との相互連結は不可能である。
さらに、限流値（主電動機に流す電流の量）を変更することが可能で、堺筋線内では京都線よりも起動加速度を上げることが可能になっている。
1973年製造の5863には、東芝製の回生ブレーキ付電機子チョッパ制御装置を試験搭載し、約2年間実用試験を行った。この試験の後、2200系に本格搭載された。
台車は5100系と同じS形ミンデン式空気ばね台車で、電動台車がFS-369A、付随台車がFS-069Aである。
8両編成は3300系と同様に堺筋線内での駅出発時に運転士が取扱う関係上、主幹制御器とブレーキ設定器が別個の2ハンドル車ながら電気笛が装備されている。

## 形式

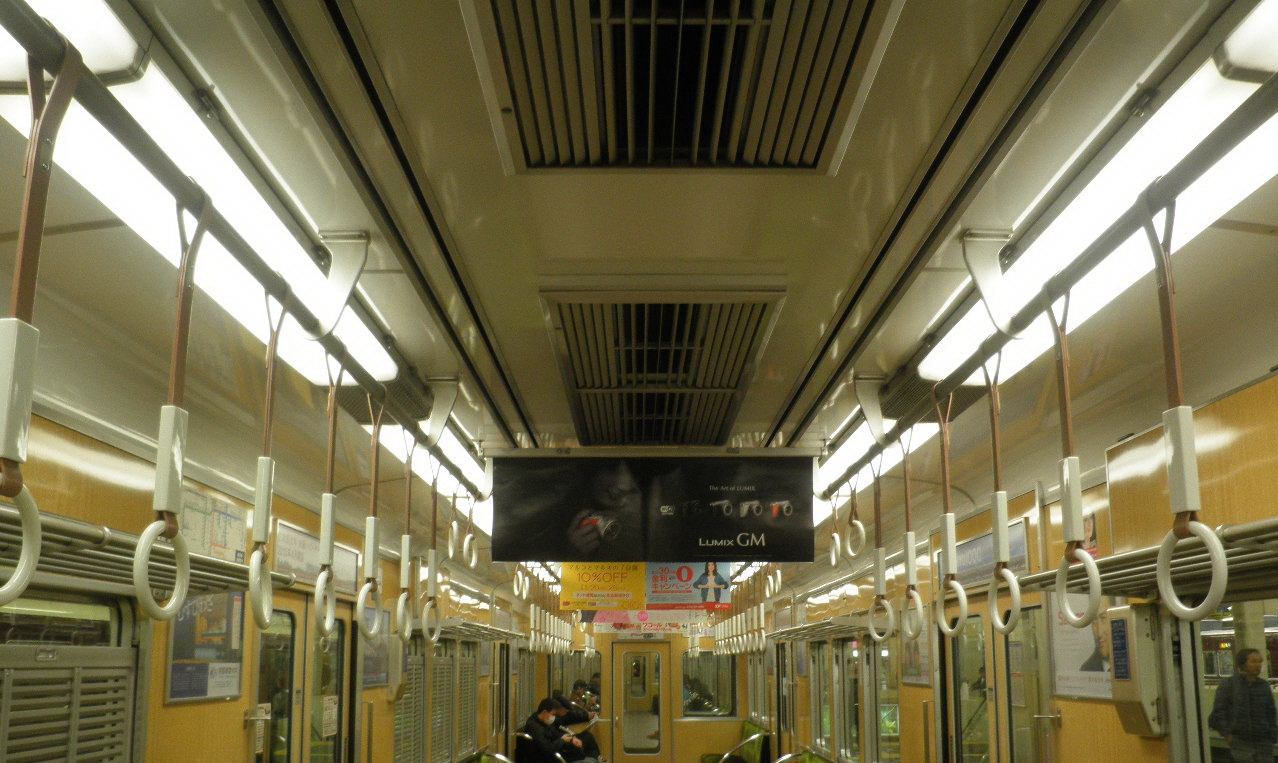
最終製造の5890号車にはスイープファンが付いているため天井が他車と異なる

5100系を引き継ぎ、電動車で付随車を挟み込む編成構成となっている。当時の京都線では長編成化が進んでいたため、3300系と比較すると中間車が多めに作られた。
2017年9月に形式呼称が変更され、右が変更後の形式である。
- 5300形/Mc5300形 (Mc) （5300 - 5324、25両）
  - 大阪梅田・天下茶屋方の先頭に連結される制御電動車。パンタグラフと主制御器を搭載し、5400形または5800形とユニットを組む。
- 5400形/Mc5400形 (M'c) （5400 - 5424、25両）
  - 京都河原町・北千里方の先頭に連結される制御電動車。電動発電機 (MG) と電動空気圧縮機 (CP) を搭載し、5300形または5900形とユニットを組む。
- 5800形/M5800形 (M') （5800 - 5809、10両）
  - 5400形から運転室を取り除いた構造を持つ中間電動車。5300形とユニットを組む。
- 5900形/M5900形 (M) （5900 - 5909、10両）
  - 5300形から運転室を取り除いた構造を持つ中間電動車。5400形とユニットを組む。本系列前期型の中間電動車は各2両のみ。
- 5850形/T5850形 (T) （5850 - 5878・5880 - 5884・5890、35両）

付随車。主要な機器は持たない。蓄電池搭載の有無によって番号が区分されており、50・70・90番台が蓄電池搭載車、60・80番台が非搭載車となっており、全車が製造順に番号を割り振られているわけではない。

## 製造
トップナンバーは、京都線用車両としては初めて0番となった。冷房装置はRPU3003-8,000 kcal/h×4基を搭載する。
| ← 大阪京都 → | ← 大阪京都 → | ← 大阪京都 → | ← 大阪京都 → | ← 大阪京都 → | ← 大阪京都 → | ← 大阪京都 → | ← 大阪京都 → | 竣工       |
| Mc           | M'c          | Mc           | M'           | T            | M            | M'c          |              |            |
| 5300         | 5410         | 5310         | 5800         | 5860         | 5900         | 5400         |              | 1972年9月  |
| Mc           | M'           | T            | T            | T            | M            | M'c          |              |            |
| 5301         | 5801         | 5850         | 5851         | 5861         | 5901         | 5401         |              | 1972年9月  |
| Mc           | T            | T            | M'c          |              |              |              |              |            |
| 5302         | 5852         | 5862         | 5402         |              |              |              |              | 1972年12月 |
| 5303         | 5853         | 5863         | 5403         |              |              |              |              | 1973年3月  |
| Mc           | T            | T            | M'c          | Mc           | T            | T            | M'c          |            |
| 5304         | 5854         | 5864         | 5404         | 5305         | 5855         | 5865         | 5405         | 1973年10月 |
| 5306         | 5856         | 5866         | 5406         | 5307         | 5857         | 5867         | 5407         | 1973年8月  |
| 5308         | 5858         | 5868         | 5408         | 5309         | 5859         | 5869         | 5409         | 1974年4月  |
| 5311         | 5871         | 5881         | 5411         | 5312         | 5872         | 5882         | 5412         | 1974年5月  |

1975年の5313F以降は、冷房装置が10,500 kcal/h×3基の搭載に変更された。
| ← 大阪京都 → | ← 大阪京都 → | ← 大阪京都 → | ← 大阪京都 → | ← 大阪京都 → | ← 大阪京都 → | ← 大阪京都 → | ← 大阪京都 → | 竣工      |
| Mc           | T            | T            | M'c          | Mc           | T            | T            | M'c          |           |
| 5313         | 5873         | 5883         | 5413         | 5314         | 5874         | 5884         | 5414         | 1975年9月 |
| Mc           | T            | M'c          | Mc           | T            | M'c          |              |              |           |
| 5315         | 5875         | 5415         | 5316         | 5876         | 5416         |              |              | 1976年6月 |
| 5317         | 5877         | 5417         | 5318         | 5878         | 5418         |              |              | 1977年1月 |

堺筋線の8両編成化と5300系の直通、および高槻市駅以北への直通運転が具体化するとともに、以降の新造車編成は4M2Tから6M2Tが可能な形態に移行した。
| ← 大阪京都 → | ← 大阪京都 → | ← 大阪京都 → | ← 大阪京都 → | ← 大阪京都 → | ← 大阪京都 → | ← 大阪京都 → | ← 大阪京都 → | 竣工       |
| Mc           | M'c          | Mc           | M'           | T            | T            | M            | M'c          |            |
| 5319         | 5419         | 5320         | 5802         | 5870         | 5880         | 5902         | 5420         | 1978年5月  |
| 5321         | 5421         | 5322         | 5803         | ----         | ----         | 5903         | 5422         | 1978年11月 |
| ----         | ----         | ----         | 5804         | ----         | ----         | 5904         | ----         | 1979年1月  |
| ----         | ----         | ----         | 5805         | ----         | ----         | 5905         | ----         | 1978年12月 |
| ----         | ----         | ----         | 5806         | ----         | ----         | 5906         | ----         | 1979年2月  |
| ----         | ----         | 5323         | 5807         | ----         | ----         | 5907         | 5423         | 1979年10月 |
| ----         | ----         | 5324         | 5808         | ----         | ----         | 5908         | 5424         | 1979年9月  |
| ----         | ----         | ----         | 5809         | ----         | ----         | 5909         | ----         | 1981年5月  |

1984年には、8両運用の増加のため、最終増備車として5890号の1両が追加製造された。補助送風機（スイープファン）が設置され、空調吹き出し口は同時期に製造の7000系7010Fと同一形状である。冷房装置も中央寄りに配置されている。
| ← 大阪 | 竣工      |
| T      |           |
| 5890   | 1984年4月 |

## 主な改造

### 更新工事

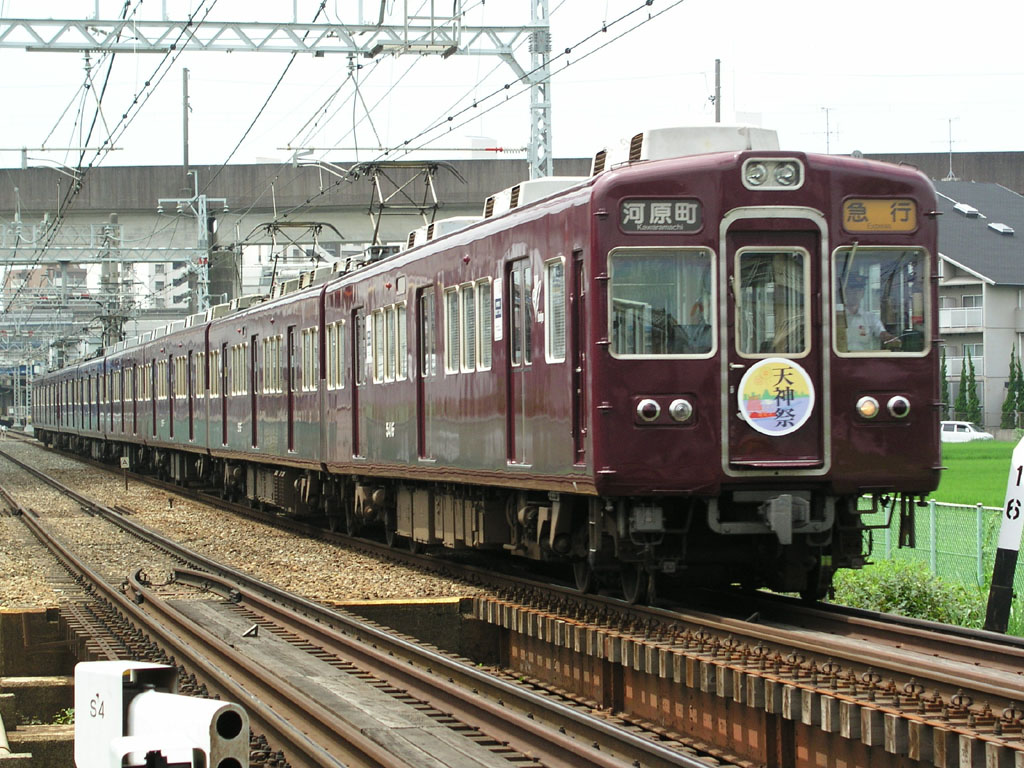
方向幕を大型化した車両

1989年から側面方向幕や客室へのローリーファン（扇風機）設置、車内化粧板の張替え（7両編成の一部を除く）といった車体更新工事が全車に施工された。
先頭車は更新時に前面窓上にあった標識灯は通過標識灯と尾灯とが別々となって窓下に移設され、前面手動式方向幕は電動式に変更され、種別表示器と行先表示器は左右別々に振り分けられた。中間に組み込まれて運用されている先頭車には改造を見送られて原形のままになっているものもある。
1995年以降に更新を施工した編成は、前面方向幕が大型化された。以下の25両である。
- 5317F(1995年5月27日施工):5317・5322・5418
- 5313F(1996年10月13日施工):5313・5314・5414
- 5311F(1997年7月23日施工):5311・5412
- 5315F(1998年1月23日施工):5315・5316・5416
- 5321F(1998年7月3日施工):5321・5318・5422
- 5319F(1999年6月11日施工):5319・5320・5420
- 5308F(1999年12月9日施工):5308・5309・5409
- 5304F(2000年7月25日施工):5304・5305・5405
- 5301F(2001年6月7日施工):5301・5401

8両編成は更新工事と同時に堺筋線用の自動放送装置が設置された（乗り入れ運用のない7両編成は未設置）。1999年12月に施工された5408・5409では、ユニット運転台の境目が埋め込まれて一体化構造となった。2000年7月施工の5304Fからは、扉付近にLED式の車内案内表示装置が設置された。更新工事は2001年施工の5301F（7両編成）をもって完了した。なお、運転台撤去・設置工事を受けた車両はない。
編成中間に残った、前面の方向幕や標識灯が未改造の先頭車は、営業運転で先頭に立つことはないが、車庫内でのイベントにおいて先頭に立ったことがある。

### リニューアル

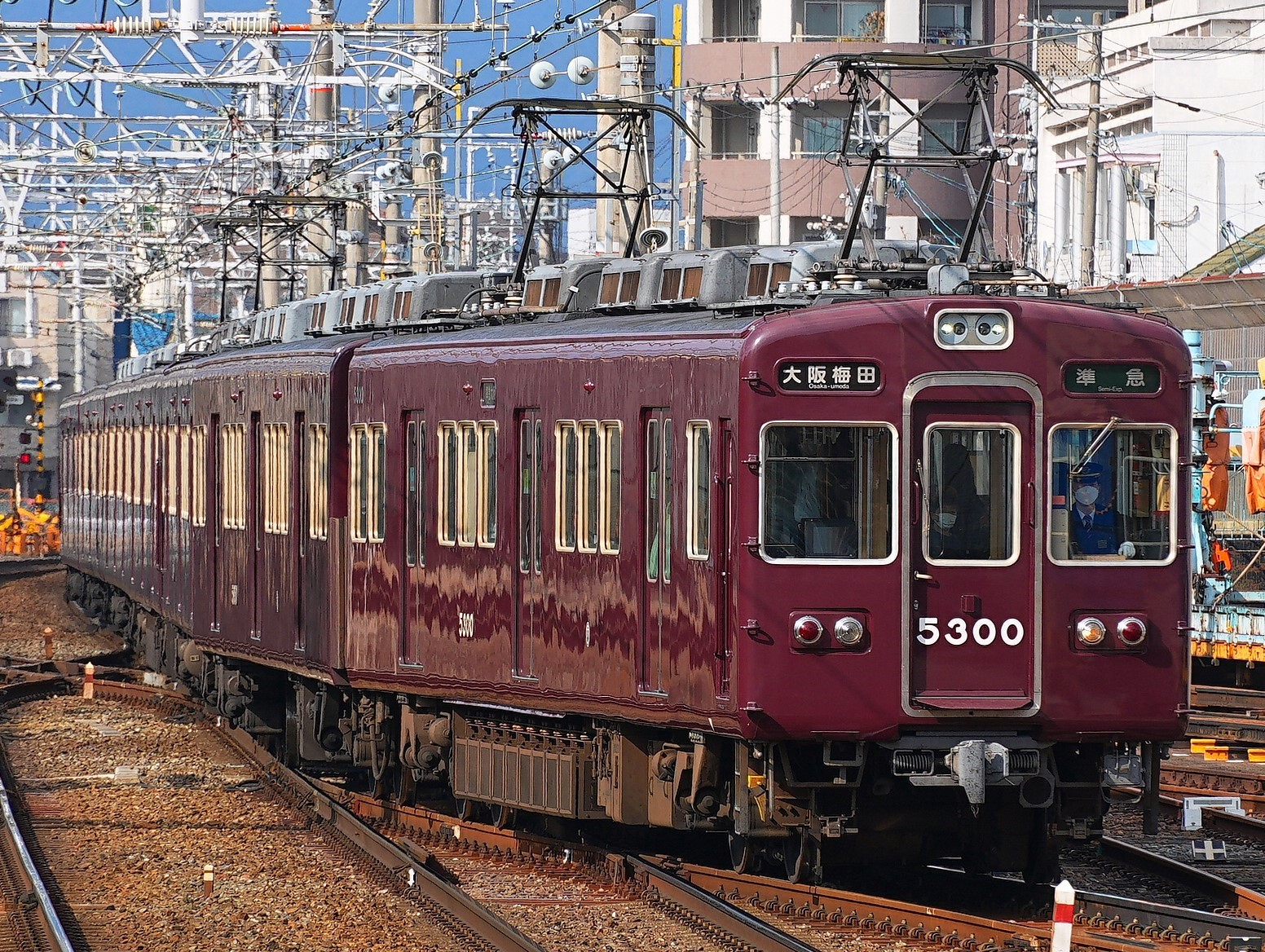
リニューアル車（5300F）

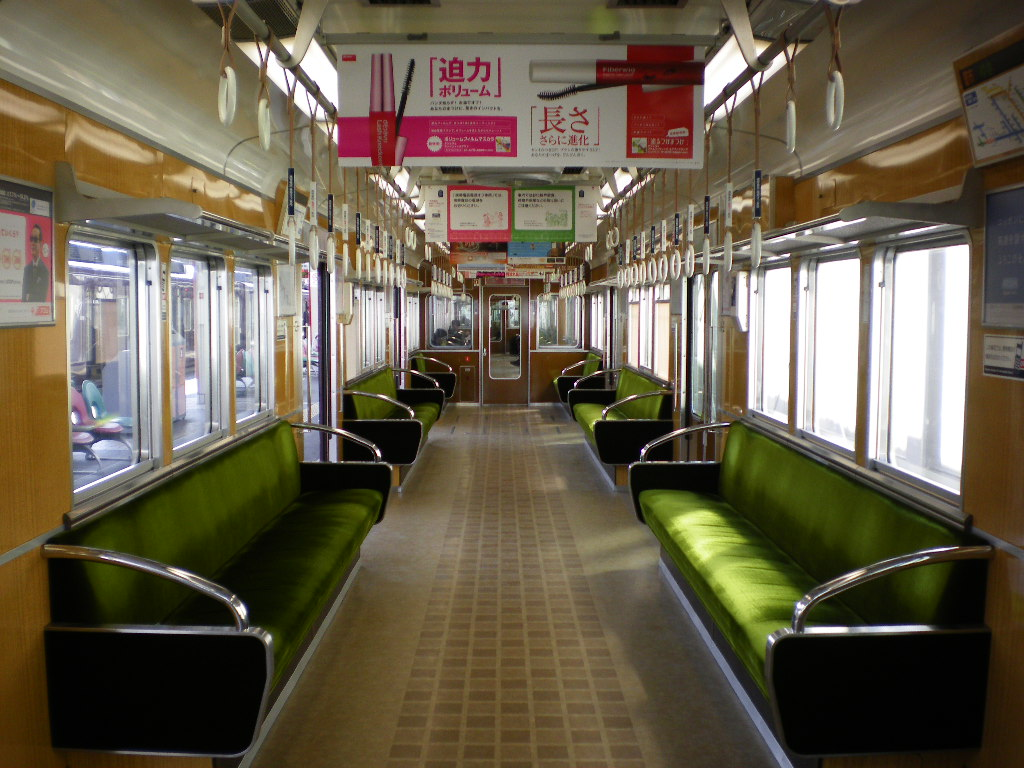
リニューアル車の車内

2002年6月に5302F、2003年3月に5300Fがそれぞれ二度目の更新工事（リニューアル）が行われた。2000年以降の更新工事の内容に加え、客用扉窓ガラスが複層ガラス・緑色のUVカットガラスに交換し窓を従来より下に拡大した。このほか、扉・妻部(連結面)化粧板の地色はこげ茶のものに、側面の化粧板も従来のマホガニーより濃い化粧板に、冷房機が東芝製RPU-4017(冷房機カバーがFRP製)またはRPU-4018に交換された。冷房装置の交換は、当初はリニューアル（大規模工事）施工時に限って行われていたが、後に未施工編成においても交換が進められている。
なお、8両編成及び7両編成の更新車・リニューアル車にはドアチャイムを設置している。また、5300Fと5302Fはリニューアルの際に扉開閉予告灯を設置している。
編成表
| ← 大阪梅田京都河原町・北千里 → | ← 大阪梅田京都河原町・北千里 → | ← 大阪梅田京都河原町・北千里 → | ← 大阪梅田京都河原町・北千里 → | ← 大阪梅田京都河原町・北千里 → | ← 大阪梅田京都河原町・北千里 → | ← 大阪梅田京都河原町・北千里 → | 竣工      |
| Mc                             | T                              | M'c                            | Mc                             | T                              | T                              | M'c                            |           |
| 5300                           | 5850                           | 5410                           | 5310                           | 5870                           | 5860                           | 5400                           | 2003年3月 |
| Mc                             | T                              | T                              | M'c                            | Mc                             | T                              | M'c                            |           |
| 5302                           | 5852                           | 5864                           | 5402                           | 5303                           | 5863                           | 5403                           | 2002年6月 |

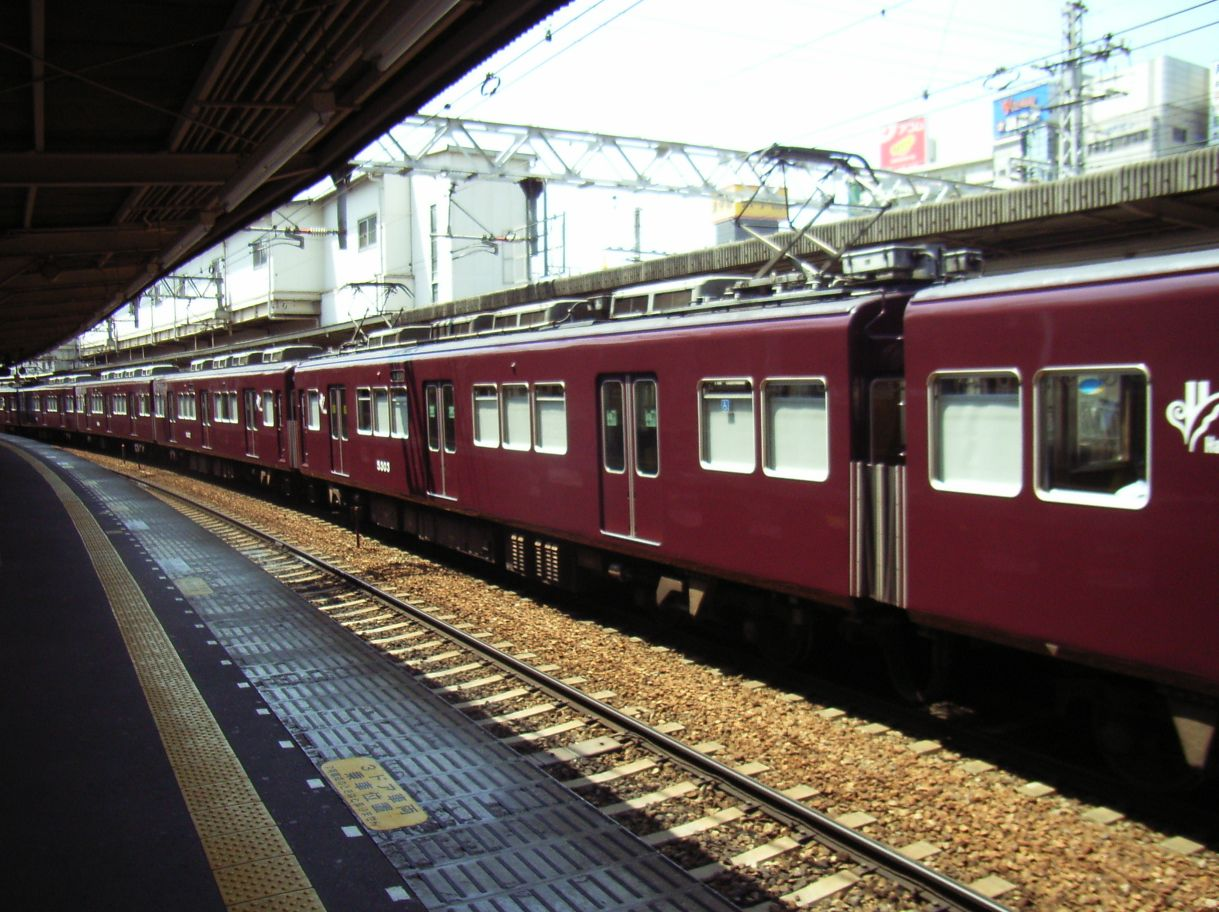
5300形リニューアル車。外観では客用扉の窓ガラスが大型化されている。中間に入る先頭車の運転台は残存。

## 運用
堺筋線に乗り入れを開始したのは、1979年3月に「堺筋急行」（2007年に廃止）が設定された時である。これは堺筋線でのトンネル内廃熱処理の問題があり、冷房車の運行ができないという規定があったからである。このため、抵抗制御車である5300系を使用した「堺筋急行」は堺筋線内では冷房を切って運転する規定となっていたが、この規定は厳格には適用されず、冷房を切らずにそのまま堺筋線内を走行することがほとんどだった。「堺筋急行」は1979年以来、1989年のダイヤ改正で、すでに冷房化が完了していた3300系に8両編成が登場するまで5300系の限定運用であった。1990年代以降は堺筋線に乗り入れる機会も増え、他にも7300系や8300系、1300系も入線するようになった。
2009年までは特急での運用実績もあったが、2010年3月のダイヤ改正で特急の運用車両が原則としてワンハンドルマスコン車に限定されたために運用から外れている。
2018年時点では7両編成と8両編成が存在し、7両編成は準急以下の種別に、8両編成は準特急から普通までの各種別で運用されている。8両編成は梅田・天下茶屋方2両と河原町・北千里方6両とに分割することが可能である。2両を切り離した6両編成は行楽期に嵐山線で使用される。6両編成は2001年3月24日のダイヤ改正までは京都本線普通として使用されることもあった。
通常堺筋線に乗り入れない7両編成に関しては車内の列車無線送受信器が阪急線内専用のものに交換されており、そのままでは堺筋線に入線することは不可能である。

## 組成変更と廃車
2018年には1307Fの投入により、5315Fが5415・5316を外して5306Fから5865を組み込むことで7両編成化され、5306・5406・5307・5407・5415・5316が3300系の3317・3417と共に2019年1月31日付で本系列初の廃車となった。
2019年には1308F・1309Fの投入により、同年10月には5321Fが5803・5903を外して旧5306Fの5866を組み込み、12月には5319Fが5802・5902を外して旧5306Fの5856を組み込み、それぞれ7両編成化され、5903が3300系3327Fと共に2019年11月21日付けで、5902が3300系3314Fと共に2020年1月31日付けで廃車となった。
2020年には1310Fの投入により、5308Fが5809・5909を外して旧5321Fの5803（同時に電装解除の上、5893に改番）を組み込み7両編成化され、5909が3300系3318Fと共に2020年11月に廃車となった。
2021年度の廃車はなかったが、2022年10月には長期休車だった元5319Fの5802が3324Fと共に廃車となった。また、2023年7月には同じく長期休車だった元5308Fの5809が3330Fと共に廃車となった。
2025年3月には、5304Fが5905を外し、同時に5805を電装解除の上、5895に改番して7両編成化された。

## 50周年関連

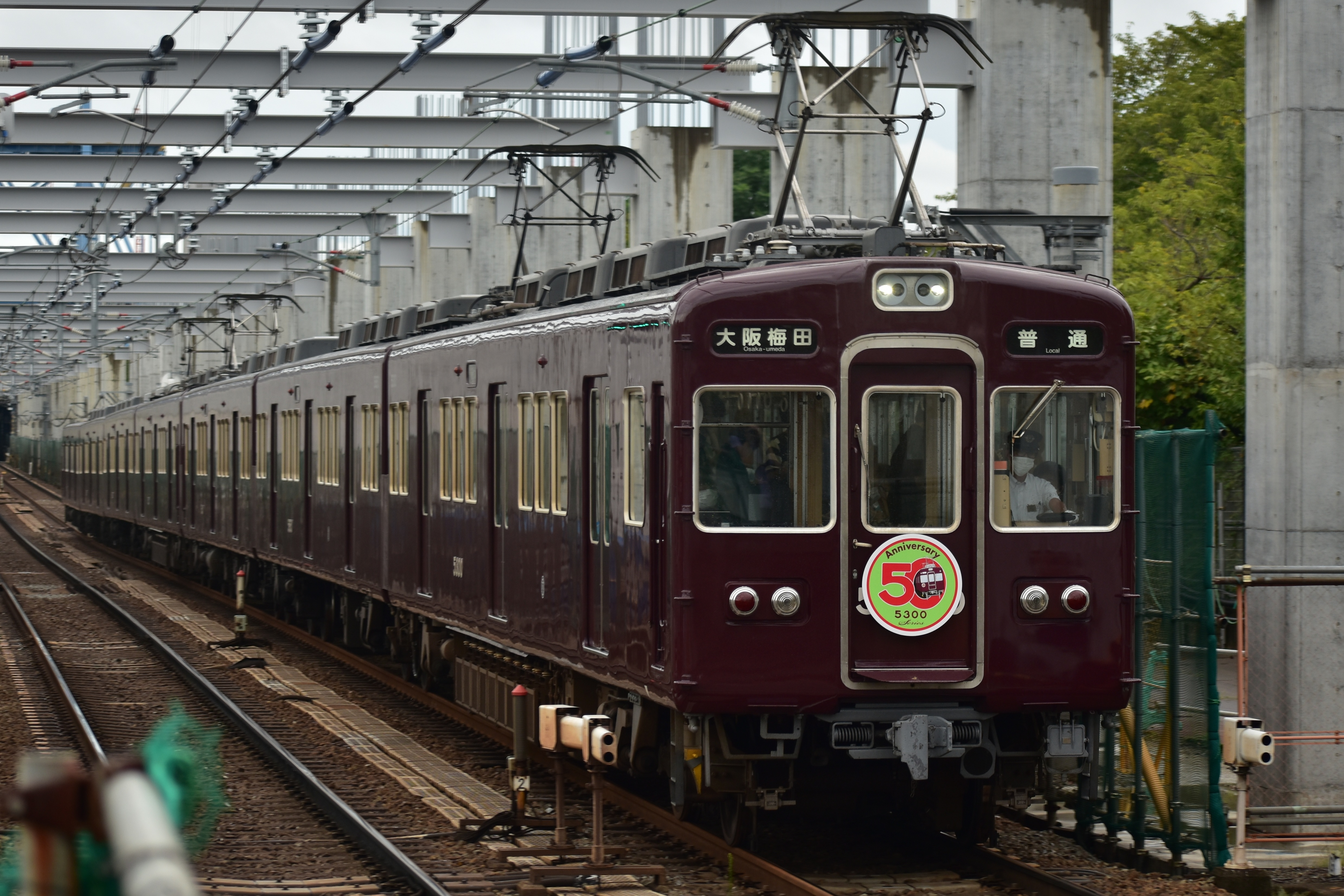
5300F 50周年記念ヘッドマーク(梅田側)
（2022年9月23日 崇禅寺駅）

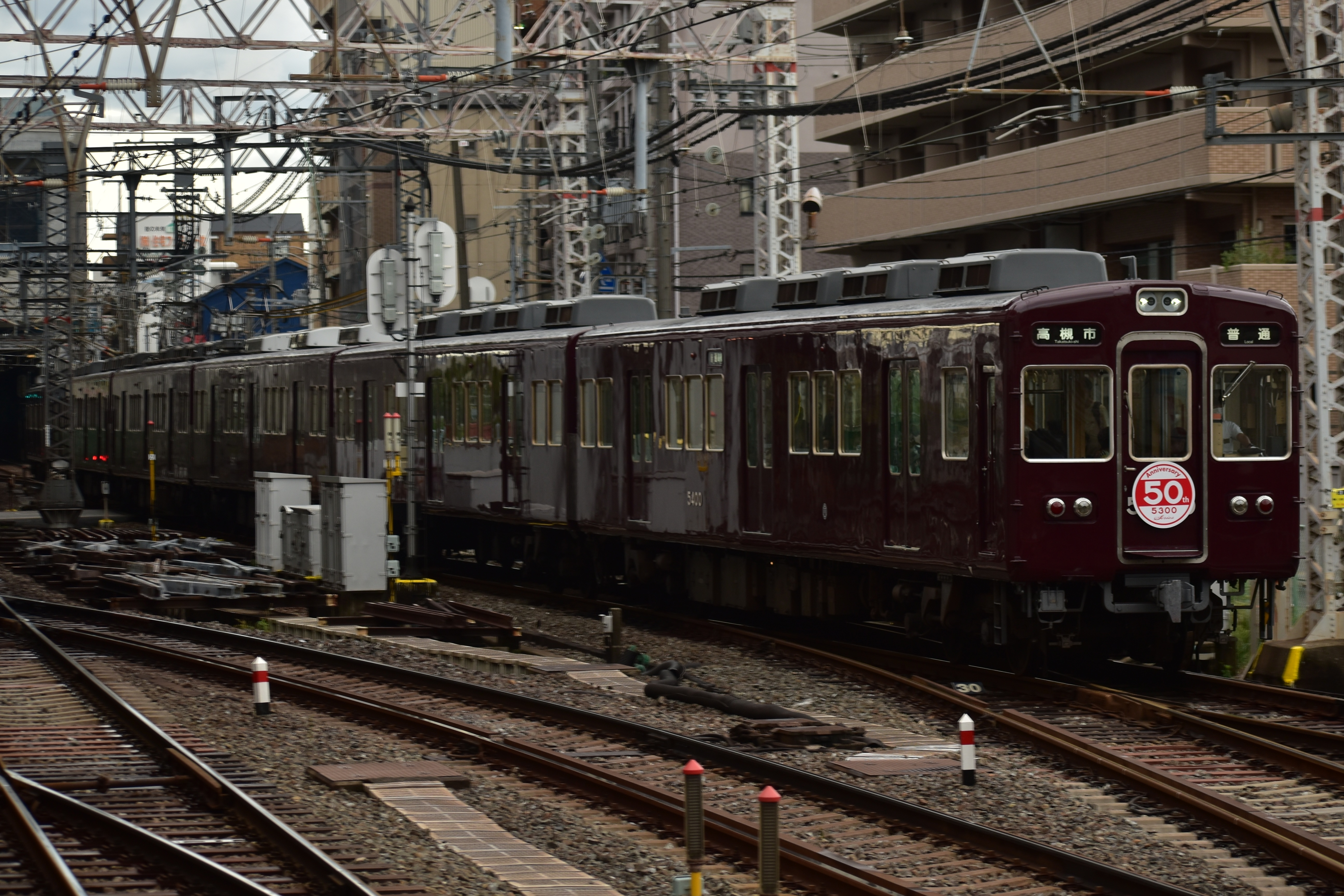
5300F 50周年記念ヘッドマーク(河原町側)
（2022年9月23日 淡路駅）

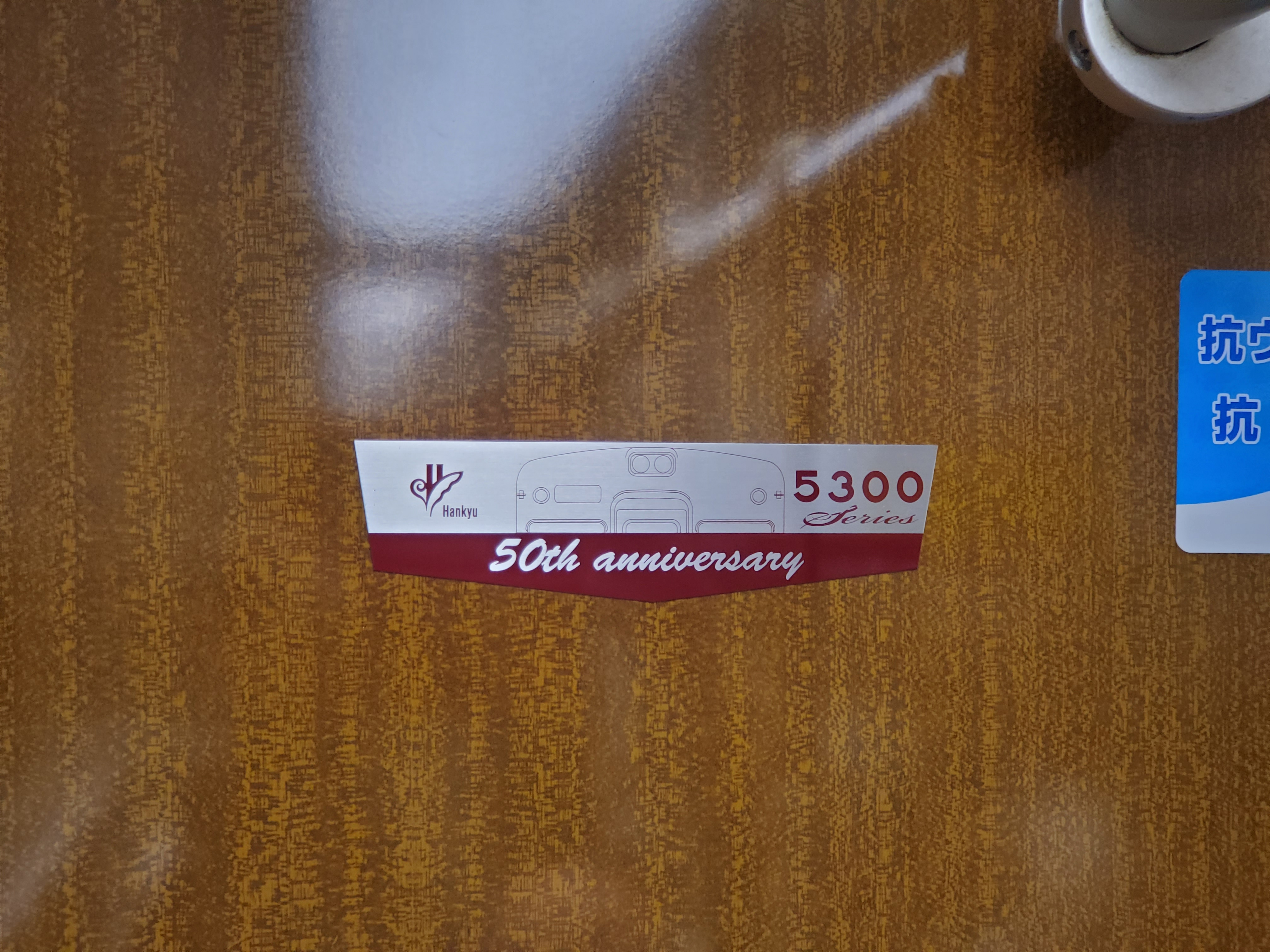
各車両に掲出している記念プレート

2022年、5300系の誕生50年を迎えた記念として、5300Fに旧社章貼付、両先頭車（5300、5400）にヘッドマーク取付、車内にプレートを設置した記念列車が2022年9月21日から運行され、各種記念グッズも販売された。ヘッドマークは2023年5月16日（火）まで取り付けられ、そのほかの装飾は次回検査まで掲出される予定である。

## 編成
cは中間運転台の位置を指す。

### 2012年
2012年4月1日現在。
| ← 梅田・天下茶屋河原町・北千里 → | ← 梅田・天下茶屋河原町・北千里 → | ← 梅田・天下茶屋河原町・北千里 → | ← 梅田・天下茶屋河原町・北千里 → | ← 梅田・天下茶屋河原町・北千里 → | ← 梅田・天下茶屋河原町・北千里 → | ← 梅田・天下茶屋河原町・北千里 → | ← 梅田・天下茶屋河原町・北千里 → | 備考 |
| Mc                               | M'c                              | Mc                               | M'                               | T                                | T                                | M                                | M'c                              |      |
| 5304                             | 5404 c                           | c 5305                           | 5805                             | 5854                             | 5855                             | 5905                             | 5405                             |      |
| 5308                             | 5408 c                           | c 5309                           | 5809                             | 5859                             | 5869                             | 5909                             | 5409                             |      |
| 5313                             | 5413 c                           | c 5314                           | 5804                             | 5873                             | 5884                             | 5904                             | 5414                             |      |
| 5315                             | 5415 c                           | c 5316                           | 5806                             | 5875                             | 5876                             | 5906                             | 5416                             |      |
| 5317                             | 5421 c                           | c 5322                           | 5800                             | 5877                             | 5878                             | 5900                             | 5418                             |      |
| 5319                             | 5419 c                           | c 5320                           | 5802                             | 5890                             | 5880                             | 5902                             | 5420                             |      |
| 5321                             | 5417 c                           | c 5318                           | 5803                             | 5853                             | 5862                             | 5903                             | 5422                             |      |

| ← 梅田河原町・北千里 → | ← 梅田河原町・北千里 → | ← 梅田河原町・北千里 → | ← 梅田河原町・北千里 → | ← 梅田河原町・北千里 → | ← 梅田河原町・北千里 → | ← 梅田河原町・北千里 → | 備考 |
| Mc                     | T                      | M'c                    | Mc                     | T                      | T                      | M'c                    |      |
| 5300                   | 5850                   | 5410 c                 | c 5310                 | 5870                   | 5860                   | 5400                   |      |
| 5311                   | 5871                   | 5411 c                 | c 5312                 | 5872                   | 5882                   | 5412                   |      |
| Mc                     | M'                     | T                      | T                      | T                      | M                      | M'c                    |      |
| 5301                   | 5801                   | 5851                   | 5861                   | 5881                   | 5901                   | 5401                   |      |
| 5323                   | 5807                   | 5857                   | 5867                   | 5883                   | 5907                   | 5423                   |      |
| 5324                   | 5808                   | 5858                   | 5868                   | 5874                   | 5908                   | 5424                   |      |
| Mc                     | T                      | T                      | M'c                    | Mc                     | T                      | M'c                    |      |
| 5302                   | 5852                   | 5864                   | 5402 c                 | c 5303                 | 5863                   | 5403                   |      |
| 5306                   | 5856                   | 5866                   | 5406 c                 | c 5307                 | 5865                   | 5407                   |      |

### 2019年
2019年4月時点では、8両編成6本48両と7両編成7本49両、休車2両の計99両が在籍する。
| ← 梅田・天下茶屋河原町・北千里 → | ← 梅田・天下茶屋河原町・北千里 → | ← 梅田・天下茶屋河原町・北千里 → | ← 梅田・天下茶屋河原町・北千里 → | ← 梅田・天下茶屋河原町・北千里 → | ← 梅田・天下茶屋河原町・北千里 → | ← 梅田・天下茶屋河原町・北千里 → | ← 梅田・天下茶屋河原町・北千里 → | 備考 |
| Mc                               | M'c                              | Mc                               | M'                               | T                                | T                                | M                                | M'c                              |      |
| 5304                             | 5404 c                           | c 5305                           | 5805                             | 5854                             | 5855                             | 5905                             | 5405                             |      |
| 5308                             | 5408 c                           | c 5309                           | 5809                             | 5859                             | 5869                             | 5909                             | 5409                             |      |
| 5313                             | 5413 c                           | c 5314                           | 5804                             | 5873                             | 5884                             | 5904                             | 5414                             |      |
| 5317                             | 5421 c                           | c 5322                           | 5800                             | 5877                             | 5878                             | 5900                             | 5418                             |      |
| 5319                             | 5419 c                           | c 5320                           | 5802                             | 5890                             | 5880                             | 5902                             | 5420                             |      |
| 5321                             | 5417 c                           | c 5318                           | 5803                             | 5853                             | 5862                             | 5903                             | 5422                             |      |

| ← 梅田河原町・北千里 → | ← 梅田河原町・北千里 → | ← 梅田河原町・北千里 → | ← 梅田河原町・北千里 → | ← 梅田河原町・北千里 → | ← 梅田河原町・北千里 → | ← 梅田河原町・北千里 → | 備考 |
| Mc                     | T                      | M'c                    | Mc                     | T                      | T                      | M'c                    |      |
| 5300                   | 5850                   | 5410 c                 | c 5310                 | 5870                   | 5860                   | 5400                   |      |
| 5311                   | 5871                   | 5411 c                 | c 5312                 | 5872                   | 5882                   | 5412                   |      |
| Mc                     | M'                     | T                      | T                      | T                      | M                      | M'c                    |      |
| 5301                   | 5801                   | 5851                   | 5861                   | 5881                   | 5901                   | 5401                   |      |
| 5315                   | 5806                   | 5875                   | 5876                   | 5865                   | 5906                   | 5416                   |      |
| 5323                   | 5807                   | 5857                   | 5867                   | 5883                   | 5907                   | 5423                   |      |
| 5324                   | 5808                   | 5858                   | 5868                   | 5874                   | 5908                   | 5424                   |      |
| Mc                     | T                      | T                      | M'c                    | Mc                     | T                      | M'c                    |      |
| 5302                   | 5852                   | 5864                   | 5402 c                 | c 5303                 | 5863                   | 5403                   |      |

| ← 梅田 | ← 梅田 | 備考 |
| T      | T      |      |
| 5856   | 5866   | 休車 |

### 2024年
2024年4月時点では、8両編成3本24両と7両編成10本70両の計94両が在籍する。
| ← 大阪梅田・天下茶屋京都河原町・北千里 → | ← 大阪梅田・天下茶屋京都河原町・北千里 → | ← 大阪梅田・天下茶屋京都河原町・北千里 → | ← 大阪梅田・天下茶屋京都河原町・北千里 → | ← 大阪梅田・天下茶屋京都河原町・北千里 → | ← 大阪梅田・天下茶屋京都河原町・北千里 → | ← 大阪梅田・天下茶屋京都河原町・北千里 → | ← 大阪梅田・天下茶屋京都河原町・北千里 → | 備考 |
| Mc                                       | M'c                                      | Mc                                       | M'                                       | T                                        | T                                        | M                                        | M'c                                      |      |
| 5304                                     | 5404 c                                   | c 5305                                   | 5805                                     | 5854                                     | 5855                                     | 5905                                     | 5405                                     |      |
| 5313                                     | 5413 c                                   | c 5314                                   | 5804                                     | 5873                                     | 5884                                     | 5904                                     | 5414                                     |      |
| 5317                                     | 5421 c                                   | c 5322                                   | 5800                                     | 5877                                     | 5878                                     | 5900                                     | 5418                                     |      |

| ← 大阪梅田京都河原町・北千里 → | ← 大阪梅田京都河原町・北千里 → | ← 大阪梅田京都河原町・北千里 → | ← 大阪梅田京都河原町・北千里 → | ← 大阪梅田京都河原町・北千里 → | ← 大阪梅田京都河原町・北千里 → | ← 大阪梅田京都河原町・北千里 → | 備考 |
| Mc                             | T                              | M'c                            | Mc                             | T                              | T                              | M'c                            |      |
| 5300                           | 5850                           | 5410 c                         | c 5310                         | 5870                           | 5860                           | 5400                           |      |
| 5308                           | 5893                           | 5408 c                         | c 5309                         | 5859                           | 5869                           | 5409                           |      |
| 5311                           | 5871                           | 5411 c                         | c 5312                         | 5872                           | 5882                           | 5412                           |      |
| 5319                           | 5856                           | 5419 c                         | c 5320                         | 5890                           | 5880                           | 5420                           |      |
| 5321                           | 5866                           | 5417 c                         | c 5318                         | 5853                           | 5862                           | 5422                           |      |
| Mc                             | M'                             | T                              | T                              | T                              | M                              | M'c                            |      |
| 5301                           | 5801                           | 5851                           | 5861                           | 5881                           | 5901                           | 5401                           |      |
| 5315                           | 5806                           | 5875                           | 5876                           | 5865                           | 5906                           | 5416                           |      |
| 5323                           | 5807                           | 5857                           | 5867                           | 5883                           | 5907                           | 5423                           |      |
| 5324                           | 5808                           | 5858                           | 5868                           | 5874                           | 5908                           | 5424                           |      |
| Mc                             | T                              | T                              | M'c                            | Mc                             | T                              | M'c                            |      |
| 5302                           | 5852                           | 5864                           | 5402 c                         | c 5303                         | 5863                           | 5403                           |      |

### 2025年
2025年4月時点では、8両編成2本16両と7両編成11本77両、休車1両の計94両が在籍する。
| ← 大阪梅田・天下茶屋京都河原町・北千里 → | ← 大阪梅田・天下茶屋京都河原町・北千里 → | ← 大阪梅田・天下茶屋京都河原町・北千里 → | ← 大阪梅田・天下茶屋京都河原町・北千里 → | ← 大阪梅田・天下茶屋京都河原町・北千里 → | ← 大阪梅田・天下茶屋京都河原町・北千里 → | ← 大阪梅田・天下茶屋京都河原町・北千里 → | ← 大阪梅田・天下茶屋京都河原町・北千里 → | 備考 |
| Mc                                       | M'c                                      | Mc                                       | M'                                       | T                                        | T                                        | M                                        | M'c                                      |      |
| 5313                                     | 5413 c                                   | c 5314                                   | 5804                                     | 5873                                     | 5884                                     | 5904                                     | 5414                                     |      |
| 5317                                     | 5421 c                                   | c 5322                                   | 5800                                     | 5877                                     | 5878                                     | 5900                                     | 5418                                     |      |

| ← 大阪梅田京都河原町・北千里 → | ← 大阪梅田京都河原町・北千里 → | ← 大阪梅田京都河原町・北千里 → | ← 大阪梅田京都河原町・北千里 → | ← 大阪梅田京都河原町・北千里 → | ← 大阪梅田京都河原町・北千里 → | ← 大阪梅田京都河原町・北千里 → | 備考 |
| Mc                             | T                              | M'c                            | Mc                             | T                              | T                              | M'c                            |      |
| 5300                           | 5850                           | 5410 c                         | c 5310                         | 5870                           | 5860                           | 5400                           |      |
| 5304                           | 5895                           | 5404 c                         | c 5305                         | 5854                           | 5855                           | 5405                           |      |
| 5308                           | 5893                           | 5408 c                         | c 5309                         | 5859                           | 5869                           | 5409                           |      |
| 5311                           | 5871                           | 5411 c                         | c 5312                         | 5872                           | 5882                           | 5412                           |      |
| 5319                           | 5856                           | 5419 c                         | c 5320                         | 5890                           | 5880                           | 5420                           |      |
| 5321                           | 5866                           | 5417 c                         | c 5318                         | 5853                           | 5862                           | 5422                           |      |
| Mc                             | M'                             | T                              | T                              | T                              | M                              | M'c                            |      |
| 5301                           | 5801                           | 5851                           | 5861                           | 5881                           | 5901                           | 5401                           |      |
| 5315                           | 5806                           | 5875                           | 5876                           | 5865                           | 5906                           | 5416                           |      |
| 5323                           | 5807                           | 5857                           | 5867                           | 5883                           | 5907                           | 5423                           |      |
| 5324                           | 5808                           | 5858                           | 5868                           | 5874                           | 5908                           | 5424                           |      |
| Mc                             | T                              | T                              | M'c                            | Mc                             | T                              | M'c                            |      |
| 5302                           | 5852                           | 5864                           | 5402 c                         | c 5303                         | 5863                           | 5403                           |      |

| ← 大阪梅田 | 備考 |
| M          |      |
| 5905       | 休車 |